# تصانيف (مسلسل)
مسلسل قطري من جزئين الأول عام 2010 والثاني 2011 من إنتاج تلفزيون قطر والمنتج الفني تارا للإنتاج الفني
والجزئين تأليف غانم السليطي والجزء الأول من إخراج محمد العوالي والثاني من إخراج غافل فاضل.

## بطولة
1. غانم السليطي
2. عبد العزيز جاسم
3. هديه سعيد
4. عبد الله ملك
5. زهره عرفات
6. هلال محمد
7. سعيد المناعي
8. هدى الخطيب
9. مريم سلطان
10. ناصر محمد
11. محمد الحجي
12. علي الغرير
13. حسن احمدي
14. نجوى الكبيسي
15. ريم عبد الرحمن
16. ابتسام العطاوي
17. ابتسام عبد الله
18. ابرار
19. محمد السني
20. ليث مفتي
21. راما عيسى
22. سالم الجحوشي
23. سالم المنصوري
24. احمد إسماعيل
25. فيصل رشيد
26. خالد خميس
27. فهد الباكر
28. علي الخلف
29. احمد العقلان
30. مريم فهد
31. ياسر سيف
32. محمد حسن
33. نافذ السيد
34. علي الشرشني
35. عبد الحميد الشرشني
36. عبد الله العسم
37. عيسى مطر
38. حسام عبد المنعم
39. سماح السيد
40. فاطمة الشروقي
41. محسن التميمي
42. سامح محي الدين
43. عبد الصمد رحيم
44. حسام طه
45. فايز السيد
46. أيمن الحمصاني
47. راشد سعد
48. احمد الخياط
49. محمد عادل
50. محمد السيد
51. محمد السياري
52. احمد السياري
53. سارة مرعي
54. لارا مرعي
55. خلود
56. رينا
57. شيماء
58. سمير مصطفى
59. احمد صالح
60. خالد العدساني
61. احمد الحسيني
62. احمد المناعي
63. محمود المحمود
64. امينة الصايغ

## القصة
تتناول أحداث العمل ثلاثين قصة منفصلة تطرح قضايا جوهرية تدور أحداثها ووقائعها بمنطقة الخليج العربي في قالب كوميدي ساخر.

## تأليف
- غانم السليطي
- د. مازن طه

## إخراج
- محمد العوالي
- غافل فاضل

## تفاصيل
1. قناة العرض : تلفزيون قطر
2. إنتاج : تلفزيون قطر - مؤسسة قطر للاعلام (تارا للإنتاج الإعلامي)
3. عدد الحلقات : 30 حلقة
4. مدة الحلقة : 25 - 30 دقيقة
5. سنة الإنتاج : الأول 2010 - الثاني 2011
6. النوع : كوميديا سوداء - دراما

## الحلقات
| التصنيفه       | القصة |
| -------------- | --- |
| 1 :السياسي     | يحاول سلمان الوزير تغيير اطباع اخاه الذي دائما يفكر في حريه السياسة ويخرج للمظاهرات وعن طريق بيع الأرض يدخل البورصه بالصدفه وتتغير اطباعه من سياسي إلى إنسان بلا شعور ولا احساس |
| 2 : اخوان      | فهد واخوه لايتفارقان ولكن ماتأثير ارتفاع الاسهم وشجارهم على جوازات اهاليهم الذي اثر في والدتهم                                                                                  |
| 3 : البشت      | يحاول عثمان اثبات الحقيقة للجنه المؤتمر بأن العهده(البشت)اكلته العنز ولكن يكشتف انه يتحول للتحقيق ولافائده من المسؤلين                                                          |
| 4 : طالق       | منيره لاتنجب وتسعى لسعاده عبد الله زوجها بزواج أخرى للانجاب منها وبعد انجابها تطلب هند من عبد الله ان يطلق منيره ولكن يتحقق العكس                                               |
| 5 :ديمقراطيه   | تزور جينا الوزيره الاميركيه مضارب بني امس وتحضر جلسه البرلمان الشهريه ولاترضى عنها بسبب عدم وجود معارضة ويحاول مالك وشداد اثبات العكس                                           |
| 6 :زوجتي       | سعاد امرأه لها السلطة في بيتا وتتحكم في زوجها عامر ماموقفه امام موظفين الشركة                                                                                                   |
| 7 :التجارة     | |
| 8 :بستا خرابيط | الحلقة المشهورة اللي قال فيها غانم السليطي بدور المواطن "صالح سعد" :"بسنا خرابيط، بسنا خرابيط"                                                                                  |
| 9 :            | |
| 10 :           | |
| 11 :           | |
| 12 :           | |
| 13 :           | |
| 14 :           | |
| 15 :           | |
| 16 :           | |
| 17 :           | |
| 18 :           | |
| 19 :           | |
| 20 :           | |
| 21 :           | |
| 22 :           | |
| 23 :           | |
| 24 :           | |
| 25 :           | |
| 26 :           | |
| 27 :           | |
| 28 :           | |
| 29 :           | |
| 30 :           | |